# Super Bowl XXIII

Super Bowl XXIII var mästerskapsmatch för säsongen 1988 av National Football League mellan National Football Conference-mästaren San Francisco 49ers och American Football Conference-mästaren Cincinnati Bengals, och spelades 1989. San Francisco besegrade Cincinnati med siffrorna 20-16 och vann därmed dess tredje Super Bowl.